# Vidre fenici
Competien els fenicis amb els egipcis i fins i tot van arribar a superar-los en perfecció i fama i per més que no fossin els habitants de Tir i Sidó els inventors d'aquesta indústria com es va creure antigament. Van inventar el vidre transparent i incolor gràcies a l'ús de les sorres fines del riu Belo (avui a Israel).
Els fenicis van fabricar com els seus mestres els egipcis, collarets, pedres falses, anforita i alabastrins de vidre, bé incolors bé acolorits amb adorns en ziga-zaga o amb zones lineals de color diferent. D'aquesta producció es troben mostres en les múltiples localitats on es va estendre el comerç o la colonització fenícia com Xipre, Eivissa, Empúries i altres llocs d'Hispània.